# Đắk Glong
Đắk Glong là một huyện thuộc tỉnh Đắk Nông, Việt Nam.

## Địa lý

### Vị trí địa lý
Huyện Đắk Glong nằm ở phía đông nam của tỉnh Đắk Nông, có vị trí địa lý:
- Phía đông giáp huyện Lắk, tỉnh Đắk Lắk và huyện Đam Rông, tỉnh Lâm Đồng
- Phía tây giáp thành phố Gia Nghĩa và huyện Đắk Song
- Phía nam giáp huyện Bảo Lâm, huyện Di Linh và huyện Lâm Hà thuộc tỉnh Lâm Đồng
- Phía bắc giáp huyện Krông Nô.

Huyện Đắk Glong có diện tích 1.448,08 km², dân số năm 2019 là 67.782 người, mật độ dân số đạt 47 người/km².
Trên địa bàn huyện có Quốc lộ 28 và Quốc lộ 55 đi qua.

### Điều kiện tự nhiên
Đắk Glong có nguồn tài nguyên khoáng sản dồi dào, có giá trị công nghiệp cao như: bôxít, wolfram, vàng,... Ngoài ra, diện tích rừng lớn và điều kiện thổ nhưỡng thích hợp với nhiều loại cây công nghiệp như cà phê, tiêu, cao Su, điều,...
Địa hình Đắk Glong có nhiều núi và cao nguyên ở phía bắc và đông. Núi Tà Đùng ở phía đông của huyện cao 1.972 m và là núi cao thứ ba của vùng Tây Nguyên. Phía đông nam của huyện thuộc địa bàn xã Đắk Som là vườn quốc gia Tà Đùng có hệ động thực vật phong phú, đa dạng. Vườn quốc gia được bao bọc bởi hồ thủy điện Đồng Nai 3 có diện tích khoảng 5.000 ha, trong lòng hồ có hơn 30 hòn đảo và bán đảo lớn nhỏ khác nhau.

## Hành chính
Huyện Đắk Glong được chia thành 7 đơn vị hành chính cấp xã bao gồm 7 xã: Đắk Ha, Đắk Plao, Đắk R'măng, Đắk Som, Quảng Hòa, Quảng Khê (huyện lỵ) và Quảng Sơn.

## Lịch sử
Huyện Đắk Glong được thành lập vào ngày 27 tháng 6 năm 2005 trên cơ sở đổi tên từ huyện Đắk Nông cũ, sau khi tách một phần diện tích và dân số để thành lập thị xã Gia Nghĩa.
Khi mới thành lập, huyện bao gồm 6 xã: Quảng Khê, Đắk Ha, Đắk R'Măng, Đắk Plao, Đắk Som và Quảng Sơn.
Ngày 18 tháng 10 năm 2007, thành lập xã Quảng Hòa trên cơ sở điều chỉnh 8.665 ha diện tích tự nhiên và 3.721 người của xã Quảng Sơn.
Ngày 6 tháng 7 năm 2010, Chính phủ ban hành Nghị quyết 28/NQ-CP. Theo đó:
- Giải thể xã Đắk Plao (do địa bàn nằm trong hồ thủy điện Đồng Nai 3) và điều chỉnh toàn bộ 22.974 ha diện tích tự nhiên, 712 người của xã Đắk Plao về xã Đắk Som quản lý
- Thành lập xã Đắk Plao (mới) trên cơ sở điều chỉnh 10.480 ha diện tích tự nhiên của xã Quảng Khê và 2.113 người còn lại của xã Đắk Plao cũ
- Điều chỉnh 3.108 ha diện tích tự nhiên của xã Quảng Sơn về xã Đắk R’măng quản lý.

Huyện Đăk Glong có 7 xã như hiện nay.